# Trigonoptera transversefasciata
Trigonoptera transversefasciata là một loài bọ cánh cứng trong họ Cerambycidae.